# マイケル・キーフテンベルト
マイケル・キーフテンベルト（Maikel Kieftenbeld、1990年6月26日 - ）は、オランダ・ダルフセン出身のプロサッカー選手。FCエメン所属。ポジションはMF。

## 経歴

### クラブ
FCトウェンテのアカデミーで育成されたが、将来性がないと判断され退団。2007年、ゴー・アヘッド・イーグルスのアカデミーに入団し、2008年8月のVVVフェンロー戦でトップチームデビュー。
2010年6月17日、エールディヴィジのFCフローニンゲンと4年契約を結んだ。移籍金は30万ユーロ。
2015年7月27日、チャンピオンシップのバーミンガム・シティFCに移籍。移籍金は推定25万ユーロ。
2021年1月、ミルウォールFCに1年半契約で移籍。
2022年6月12日、FCエメンに2年契約で移籍。

### 代表
ユース年代のオランダ代表歴がある。

## 所属クラブ
ユース
- FCトウェンテ 2003-2007
- ゴー・アヘッド・イーグルス 2007-2008

プロ
- ゴー・アヘッド・イーグルス 2008-2010
- FCフローニンゲン 2010-2015
- バーミンガム・シティFC 2015-2021
- ミルウォールFC 2021-2022
- FCエメン 2022-